# Carl Daub
Carl Daub, född den 20 mars 1765 i Kassel, död den 22 november 1836 i Heidelberg, var en tysk teolog. 
Daub slutade sina dagar som teologie professor i Heidelberg (sedan 1795). Han ansågs utmärkt av vetenskapligt intresse samt var den på Friedrich von Schelling och sedan på Friedrich Hegel grundade spekulativa restaurationsteologins mest betydande representant. 
Daub utgav Die dogmatische Theologie jetziger Zeit oder die Selbstsucht in der Wissenschaft des Glaubens (1833) med mera. Daubs Theologische und philosophische Vorlesungen utkom postumt 1838–1844 i 7 band. På svenska kom Inledning till moraltheologien (1853).